# Juillet 2009 aux États-Unis
Les évènements de l'année 2009 aux États-Unis. 
2007 aux États-Unis - 2008 aux États-Unis - 2009 aux États-Unis - 2010 aux États-Unis - 2011 aux États-Unis
 2007 par pays en Amérique - 2008 par pays en Amérique - 2009 par pays en Amérique - 2010 par pays en Amérique - 2011 par pays en Amérique 
Janvier - Février - Mars - Avril - Mai - Juin
Juillet - Août - Septembre - Octobre - Novembre - Décembre

## Chronologie

### Mercredi1erjuillet 2009
Économie
- Le constructeur automobile General Motors annonce en juin un recul de ses ventes de 33,6 % par rapport à 2008 et une baisse de la production nord-américaine de 74,0 %. Le groupe est en attente du feu vert de la Justice à son plan de restructuration. Le « nouveau GM » doit être détenu à 60,8 % par l’État américain.

Affaires diverses
- Mort de l'acteur Karl Malden (97 ans), oscar du meilleur second rôle en 1951 pour son rôle dans Un tramway nommé Désir. Il fut président de l'Académie des Arts de 1989 à 1992.

### Jeudi2 juillet 2009
Économie
- Selon le département du Travail américain, les destructions d'emplois se sont accélérées fortement et 467 000 emplois ont été perdus en juin, faisant monter le taux chômage à 9,5 %. Les destructions d'emplois ont touché tous les pans de l'économie, à l'exception du secteur de l'éducation et des services de santé, et de celui des « autres services » : « Depuis le début de la récession en décembre 2007, les pertes d'emplois ont atteint 6,5 millions, et le taux de chômage a gagné 4,6 points de pourcentage ».
- Selon l'Organisation mondiale du tourisme, pour la première fois depuis les attentats du 11 septembre 2001, les États-Unis sont redevenus la deuxième destination touristique mondiale, tandis que l'ensemble du secteur accentue son ralentissement. Les États-Unis sont premiers en recettes et désormais deuxième en arrivées (24,7 millions) après la France[1].

### Samedi4 juillet 2009
Politique
- Alaska : L'ex candidate à la vice-présidence Sarah Palin annonce sa démission du poste de gouverneur d'Alaska, déclarant qu'il est « venue le temps de reconstruire et d'aider notre pays à accéder à la grandeur », mais sans se lancer encore clairement dans la présidentielle de 2012[2].

Affaires diverses
- New York : Réouverture aux visites publiques de la tête de la statue de la Liberté, à l'occasion de la Fête de l'Indépendance. Elle était inaccessible depuis les attentats du 11 septembre 2001. 30 personnes tirées au sort ont pu y accéder.

### Dimanche5 juillet 2009
Économie
- Un tribunal des faillites a approuvé le plan de restructuration du constructeur automobile General Motors, qui prévoit la vente de ses actifs sains à une nouvelle entité contrôlée par l’État américain. GM va se recentrer sur 4 marques principales, Buick, Cadillac, Chevrolet et GMC. Le nouveau GM est détenu à 60,8 % par l’État américain, à 11,7 % par l’État canadien, à 17,5 % par le syndicat automobile américain UAW et à 10 % par les créanciers[3].

Politique
- Le vice-président Joe Biden reconnaît que l'administration du président Obama avait « mal interprété la santé, mauvaise de l'économie »  des États-Unis au moment de son entrée en fonctions. Il estime cependant que le plan de relance de 787 milliards de dollars approuvé en février devait être dépensé sur 18 mois et que les principaux programmes produiraient leurs effets emploi à partir de septembre[4].

Affaires diverses
- Californie : Le Grand Prix des États-Unis de Moto GP, disputé sur le circuit de Laguna Secaest, a été remporté par l'Espagnol Dani Pedrosa (Honda) devant l'Italien Valentino Rossi (Yamaha) et l'Espagnol Jorge Lorenzo (Yamaha).
- New York : Grand concert caritatif donné à l'occasion des 91 ans de Nelson Mandela dans la mythique salle art deco du Radio City Music Hall.

### Lundi6 juillet 2009
Affaires diverses

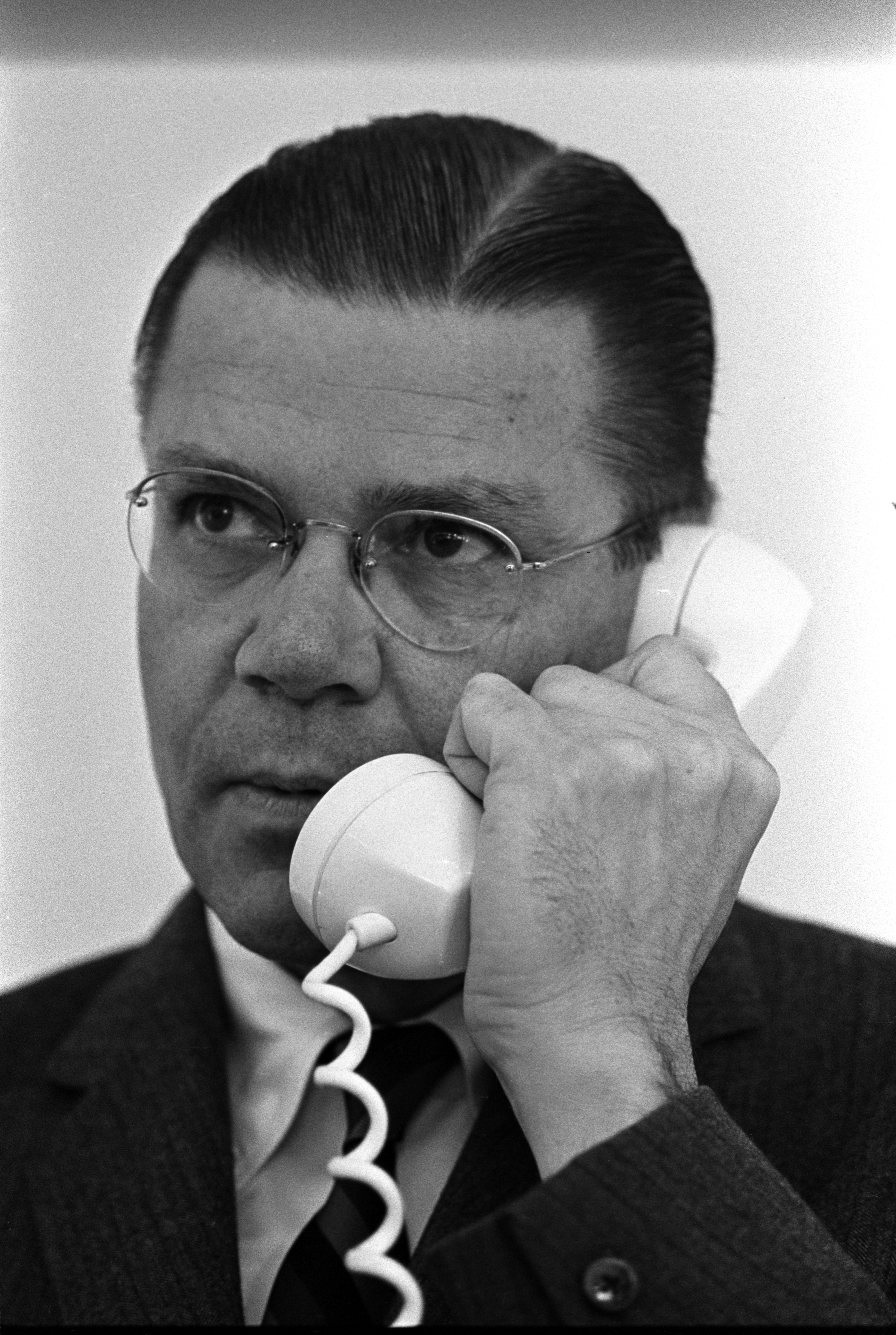
Robert McNamara
(octobre 1964)

- Mort de Robert McNamara (93 ans), ancien président de Ford Motor, ancien secrétaire à la Défense des présidents John Kennedy et Lyndon Johnson pendant la guerre du Vietnam pendant 7 ans, puis président de la Banque mondiale.

### Mardi7 juillet 2009
- Un service commémoratif public pour Michael Jackson a eu lieu au Staples Center de Los Angeles, en Californie.

### Mercredi8 juillet 2009
Économie
- Selon la Réserve fédérale américaine, les crédits à la consommation ont continué de baisser en mai, pour le quatrième mois de suite, mais à un rythme bien moins rapide que le mois précédent. En rythme annuel, la baisse de l'encours atteint -1,5 % en mai, contre -7,8 % en avril. Les crédits à la consommation sont très importants pour l'économie américaine dans la mesure où ils financent une grande part des dépenses des ménages. L'encours des crédits renouvelables se montent à 928 milliards $ (-3,7 %) et celui des crédits non renouvelables atteint 1 591,6 milliards (-0,3 %).

Affaires diverses
- New York : Six personnes ont été arrêtées dans le cadre d'une enquête sur une escroquerie financière impliquant une firme de courtage de Wall Street. L'escroquerie qui porte sur un montant de 140 millions de dollars durait depuis une dizaine d'années.
- Une dizaine de sites officiels américains ont été victimes d'une « cyber-attaque » massive et coordonnée lancée durant le week-end. Parmi les sites attaqués : La Maison Blanche, le ministère de la sécurité intérieure, le ministère des Transports, l'administration de l'aviation civile (FAA), l'agence de la sécurité nationale (NSA), la Commission fédérale du commerce, le Département d'Etat, la Poste, le Trésor et la radio Voice of America, un site du Pentagone et un site des forces armées américaines en Corée du Sud.

### Jeudi9 juillet 2009
Affaires diverses
- Les États-Unis ont extradé vers la Bolivie, le colonel Luis Arce Gomez (70 ans), bras droit et ministre de l'Intérieur du général président Luis Garcia Meza. Il fut l'homme fort de la dictature militaire de juillet 1980 à août 1981 et « recruta » l'ancien nazi Klaus Barbie. Il doit purger une peine de 30 ans de prison pour violations des droits de l'homme. Il a purgé à Miami une peine pour trafic de drogue[5].

### Dimanche12 juillet 2009
Politique
- Le New York Times accuse l'ancien vice-président Dick Cheney d'avoir ordonné à la CIA de cacher au Congrès pendant huit ans des informations concernant un programme antiterroriste secret. Le nouveau directeur Leon Panetta y a mis fin après en avoir eu connaissance le 23 juin.

Affaires diverses
- L'Américain Aaron Peirsol a battu le record du monde du 200 m dos en 1 min 53 s 08 en finale des Championnats des États-Unis à Indianapolis.

### Lundi13 juillet 2009
Politique
- Le docteur Regina Benjamin est nommée directrice générale de la  santé publique. Médecin, elle s'était distinguée  par son action en faveur des pauvres et face aux ouragans dévastant l'Alabama. Le président Barack Obama, face aux résistances et aux doutes grandissants que suscite son projet de réforme de la Santé, déclare : « [...] nous allons faire ce que nous avons dit. Ne rien faire n'est pas une option. Et, pour les cyniques et ceux qui disent non à tout et qui croit que cela ne se fera pas, ne pariez pas contre nous. Nous veillerons à ce que cela se fasse parce que les Américains en ont désespérément besoin ». Le directeur de la santé publique dirige une administration de 6 000 employés et informe les Américains sur les questions de santé[6].
- La secrétaire d’État Hillary Clinton, exprime sa frustration de ne pouvoir nommer un nouvel administrateur de l'USAID, en raison des procédures d'enquête lourdes, longues, « cauchemardesques » et « ridicules » appliquées aux éventuels candidats qui sont découragés face aux nombreuses vérifications effectuées par l'administration pour garantir la moralité et l'honnêteté de ses candidats à des postes exécutifs[7].

Économie
- Le déficit public a dépassé les 1 000 milliards de dollars sur les premiers neuf mois de l'exercice 2008-2009.
- Le groupe de services financiers CIT Group, qui compte près d'un million de clients PME dans 50 pays, est en négociation pour trouver des moyens d'améliorer sa situation financière et éviter un dépôt de bilan. CIT gère plus de 75 milliards de dollars d'actifs et avait obtenu un apport d'environ 2,33 milliards de dollars de fonds gouvernementaux. Ses dettes de CIT s'élevaient au 31 mars à 68 milliards de dollars au total, dont 2,7 milliards venant à échéance en 2009 et 8 milliards l'an prochain. Des cessions d'activités lui avait permis de récupérer quelque 3,8 milliards de dollars[8].

Affaires diverses
- Le nombre de policiers tués en service sur le premier semestre 2009 se monte à 66 contre 55 pour le 1er semestre 2008.

### Mardi14 juillet 2009
Économie
- Le responsable du groupe de travail sur l'industrie automobile américaine Steven Rattner (56 ans), soupçonné d'être impliqué dans une affaire de corruption, démissionne après 5 mois de travail, il est remplacé  par Ron Bloom[9].

### Jeudi16 juillet 2009
Economie
- La police espagnole a arrêté à Marbella (Espagne) un ancien courtier de Wall Street, Julian Tzolov, de nationalité bulgare, qui travaillait pour la banque Crédit suisse. En fuite, il est accusé par les autorités américaines d'avoir escroqué avec un autre trader des clients pour un montant de plus de 400 millions de dollars (285 millions d'euros), en leur faisant croire qu'ils avaient acheté des produits d'investissement sûrs adossés à des prêts étudiants alors qu'il s'agissait de titres liés à des crédits immobiliers à risque[10].

Affaires diverses
- Californie : Mort du photographe d'architecture Julius Shulman (98 ans) à Los Angeles.

### Samedi18 juillet 2009
Affaires diverses
- Mort du présentateur vedette de « CBS Evening News » de 1962 à 1981 Walter Cronkite (92 ans). Il fut considéré comme « l'homme dans lequel les Américains avaient le plus confiance ».
- Californie : La collision entre deux tramways à San Francisco fait 48 blessés.

### Dimanche19 juillet 2009
Affaires diverses
- Tennessee : Un tueur en série soupçonné du meurtre de six personnes, dont celui de son ex-femme, a été arrêté à Fayetteville.
- New York : Mort de l'écrivain irlandais Frank McCourt (78 ans), prix Pulitzer pour son roman Les Cendres d'Angela.

### Lundi20 juillet 2009
Politique
- La cote de popularité du président Barack Obama passe pour la première fois sous la barre des 60 % d'opinions favorables, selon un sondage mené pour ABC News et le Washington Post.
- Selon la base généalogique mondiale des Mormons, le président Barack Obama aurait parmi ses ancêtres un huguenot français, Mareen Duvall, qui ayant épousé la petite-fille d'un Richard Cheney, est arrivé d'Angleterre dans le Maryland à la fin de 1650. Le président Obama partage ainsi des ancêtres communs avec l'ancien vice-président républicain Dick Cheney.

### Mardi21 juillet 2009
Économie
- Coca-Cola annonce pour le deuxième trimestre un bond de 33 % des volumes vendus en Inde, de 14 % en Chine, mais un recul de 2 % en Amérique du nord et de 1 % dans la région Europe.
- Texas : Le transporteur aérien Continental Airlines, basé à Houston, annonce la suppression de 1 700 emplois, soit environ 4 % de ses effectifs mondiaux, pour faire face à des pertes qui s'accentuent. Ces suppressions s'ajoutent à une réduction de 500 postes chez ses agents de réservation. De plus certains services vont devenir payants.
- Le constructeur aéronautique Lockheed Martin annonce une bonne tenue de l'activité (+7,0 %), grâce à la progression des ventes d'avions de combat F-35 et F-16, mais enregistre une baisse des ventes des avions F-22, C-130, C-5 et de l'activité dans l'informatique et les services[11].

Affaires diverses
- Ohio : Un homme, accusé de 5 meurtres commis en décembre 1992, est exécuté par injection mortelle.

### Mercredi22 juillet 2009
Économie
- Le nombre de Mexicains entrés sur le sol américain entre mars 2008 et mars 2009, se monte à 175 000 soit le chiffre le « plus bas qu'à n'importe quel autre moment de la décennie » écoulée. La police des frontières américaine a enregistré en 2008 la plus forte baisse des interpellations de clandestins mexicains depuis 25 ans, avec 662 000 arrestations, soit près de deux fois moins qu'en 2004 (1,1 million)[12]
- Apple annonce avoir écoulé 5,2 millions d'iPhone dans le monde entre fin mars et fin juin, soit une hausse de 626 % par rapport à la même période en 2008. Cette explosion des ventes d'iPhone est en partie liée à la sortie, le 18 juin dernier, de la nouvelle version du smartphone, l'iPhone 3G S et 3G. Ls utilisateurs ont téléchargé plus de 1,5 milliard d'applications à partir de App Store. D'autre part, Apple a écoulé lors de la même période 10,2 millions de baladeurs iPod, en baisse de 7 %.
- Le groupe de cosmétiques Avon Products annonce la suppression de 1 200 emplois dans le monde d'ici 2013, soit 2,8 % de ses effectifs, et la fermeture des sites de Springdale (Ohio), de Neufahrn bei Freising (Allemagne). 1 100 autres emplois sont concernés par des transferts d'activités.

### Jeudi23 juillet 2009
Économie
- Le constructeur automobile Ford Motor annonce un retour au bénéfice trimestriel de 2,3 milliards de dollars contre une perte de 8,7 milliards l'an passé grâce à des profits exceptionnels de 2,8 milliards. Il est le seul parmi les constructeurs américains à ne pas avoir déposé le bilan cette année. Ford estime « rester en bonne voie » pour achever ses objectifs de retour durable à la rentabilité à l'horizon 2011[13].

Affaires diverses
- Selon un rapport de l'association Sentencing project, spécialisée dans l'étude des condamnations, une personne sur onze incarcérée dans une prison américaine après un procès a été condamnée à la prison à vie, dont 40 % sans possibilité de libération conditionnelle. Les États-Unis détiennent le plus fort taux d'incarcération au monde, avec 2,3 millions de prisonniers pour 306 millions d'habitants[14].
- New York : La justice annonce avoir démantelé un réseau de corruption, extorsion de fonds, blanchiment d'argent et trafic d'organes avec des ramifications à l'étranger. Plusieurs synagogues ont été perquisitionnées. Une quarantaine d'élus locaux et cinq rabbins ont été arrêtés dans la banlieue de New York et dans le New Jersey, dont les maires des villes d'Hoboken, Secaucus et Ridgefield. le procureur Ralph Marra a accusé les religieux juifs d'avoir « dissimulé leurs vastes activités criminelles derrière une façade de respectabilité »[15].

### Vendredi24 juillet 2009
Politique
- Californie : Le Congrès de l’État a approuvé un plan radical de réduction des dépenses qui était menacé de faillite après avoir accumulé un déficit budgétaire de 26 milliards de dollars[16].

### Dimanche26 juillet 2009
Affaires diverses
- Aux Championnats du monde de natation à Rome, l'Américaine Ariana Kukors a battu en finale le record du monde du 200 m 4 nages dames.

### Lundi27 juillet 2009
Politique
- Alaska : Sarah Palin (45 ans) a officiellement abandonné son poste de gouverneur de l’État et a investi le lieutenant-gouverneur Sean Parnell[17].

Économie
- L'opérateur téléphonique Verizon annonce la suppression de 8 000 emplois parmi ses titulaires et ses intérimaires particulièrement dans la structure du coût de la téléphonie fixe. 8 000 autres emplois ont déjà été supprimés depuis un an. Verizon annonce aussi un bénéfice de 3,16 milliards de dollars pour le deuxième trimestre sur un chiffre d'affaires de 11,48 milliards de dollars[18].
- La société Taser annonce le lancement d'une nouvelle version de son pistolet à impulsion électrique controversé, capable désormais de tirer à trois reprises sans devoir être rechargé[19].

Affaires diverses
- Mort du chorégraphe Merce Cunningham (90 ans)[20]. (voir sur You Tube).
- Un musulman américain est condamné à la prison à vie pour avoir participé à un complot d'Al-Qaïda en vue d'assassiner l'ancien président George W. Bush. Il avait été condamné en 2006 à 30 ans en première instance[21].

### Mardi28 juillet 2009
Économie
- Selon la secrétaire à la Santé Kathleen Sebelius, les États-Unis dépensent quasiment deux fois plus à traiter les maladies induites par l'obésité qu'à traiter le cancer, « soit 147 milliards de dollars par an pour soigner des maladies liées à l'obésité »[22].

Affaires diverses
- Massachusetts : Mort à Boston du musicien et compositeur George Russell (86 ans). Il fut le pionnier de la fusion du jazz et des rythmes afro-cubains puis du jazz-rock.

### Mercredi29 juillet 2009
Économie
- Les États-Unis sont en récession pour le quatrième trimestre consécutif[23].

Affaires diverses
- Arizona : Une centaine d'immigrants clandestins ont été découverts dans un camion réfrigéré de transport de fruits à Nogales[24].
- New Hampshire : La police a retrouvé vivant un bébé de 8 mois arraché du ventre de sa mère à Worcester (Massachusetts) tuée par une femme de 35 ans[25].

Sport
- L'Américain Michael Phelps bat en finale le record du monde du 200 m papillon en 1 min 51 s 51/100 aux  Championnats du monde de natation à Rome.

### Jeudi30 juillet 2009
Politique
- Les États-Unis ont signé une importante convention internationale établissant les droits des personnes handicapées, dont le nombre est estimé à 650 millions dans le monde[26].

Affaires diverses
- Texas : 72 000 habitants de la ville de Bryan ont été évacués à la suite d'un incendie dans une usine chimique contenant d'importantes quantités de nitrate d'ammonium[27].
- Texas : 3 enfants battus, affamés et abusés sexuellement en été découverts dans une chambre d'hôtel[28].

### Vendredi31 juillet 2009
Économie
- Le Fonds monétaire international estime dans son rapport annuel que l'économie des États-Unis se stabilise, et réitère son soutien au projet gouvernemental de réforme de la régulation du secteur financier. Mais l'activité reste faible et le PIB devrait reculer de 2,6 % en 2009[29].

Sport
- Aux Championnats du monde de natation à Rome, le nageur Aaron Peirsol a battu en finale le record du monde du 200 m dos hommes en 1 min 51 s 92.